# Per Sigurd Baecklund
Per Sigurd Baecklund, född 3 juli 1916 i Gävle, död 19 april 1987 i Malmö, var en svensk frivillig i Waffen-SS där han uppnådde tjänstegraden SS-Untersturmführer. 
Baecklunds far var svensk och modern hade tyskt ursprung. Baecklund tjänstgjorde som sergeant på I 5 innan han 1943 tog värvning i tyska Waffen-SS. Han genomgick utbildning i Sennheim och Klagenfurt innan han fick tjänst på SS-Hauptamt (SS högkvarter) i Berlin. Baecklund var en period adjutant åt SS-Obersturmführer Sven Rydén.
Han hade placeringar i Wikings pansarutbildningsbataljon och genomgick utbildning på pansarskolan i Bergen. Han gick officersutbildning på SS-Junkerschule i Bad Tölz. Efter genomförd utbildning förflyttades han 1944 till Waffen-SS pansarstridsskola Seelager där han utbildades på Pantherstridsvagnen innan han började tjänstgöra i Nordlands pansarregemente Hermann von Salza. Baecklund förlänades under striderna i Baltikum med Järnkorset av båda klasserna. I maj 1945 kapitulerade Baecklund till amerikanska trupper i närheten av Ludwigsburg i norra Tyskland, varifrån han rymde och tog sig åter till Sverige.
Baecklund begravdes på Limhamns kyrkogård i Malmö.